# 安部憲幸
安部 憲幸（あべ のりゆき、1945年〈昭和20年〉5月8日 - 2017年〈平成29年〉4月6日）は、フリーアナウンサー。元朝日放送（ABC）アナウンサー。　
愛称は「アベロク」（ラジオの冠番組タイトルにも使用。他に「あべ六」「アベ六」とも）。愛称の由来（意味）は、6チャンネル（ABCテレビ）の安部から来ているという説、大学に6年通ったからという説がある。ABC時代の後輩アナウンサーで、部下でもあった名字が同じ読みの阿部成寿との区別にもなっている。

## 来歴・人物
島根県安来市出身。島根県立安来高等学校から國學院大學文学部日本文学科に進学した。大学卒業後の1970年に、アナウンサーとして朝日放送（ABC）へ入社した。同期入社のアナウンサーに、金木賢一などがいる。入社後はプロ野球中継の実況や、ラジオのワイド番組のパーソナリティなどを担当した。プロ野球中継以外の担当番組では、兵庫県宝塚市で生活していることを折に触れて明かしていた。
少年時代から近鉄バファローズのファンであった。近鉄ファンになったきっかけについては、「地元（島根県出身）の選手が数多く在籍していたうえに、その1人であった竹下光郎（捕手）が、巨人（読売ジャイアンツ）からの移籍をきっかけに急速に伸びてきたから」という旨のコメントを生前に残している。後に入社したABCは近鉄の地元局で、近鉄の公式戦を関西圏の球場で組まれていたビジターゲームを含めて定期的に中継していたため、本人も近鉄戦の中継で数多く実況を担当していた。1971年9月9日には、日生球場での対西鉄ライオンズ戦で、近鉄の鈴木啓示が無安打無得点試合（ノーヒットノーラン）を達成した瞬間を実況した。当初はこの試合の中継予定がなく、安部は野球実況を練習するつもりで日生球場の放送席に座っていた。しかし、大記録達成の可能性が生じたことから、急遽ラジオで実況を任されたという。
近鉄がパシフィック・リーグ（パ・リーグ）優勝の可能性をレギュラーシーズンの最終盤まで残していた1988年には、10月19日に川崎球場で組まれていたロッテ・オリオンズとのダブルヘッダー（いわゆる「10.19」）において、第2試合のテレビ中継で実況を担当した。9回表2死2塁で、近鉄の新井宏昌が三塁線へ放った痛烈なゴロをロッテの三塁手・水上善雄が好捕したところ、「止める!水上！This is プロ野球!まさに、打ちも打ったり新井!よく止めた水上!白熱のゲームが、好プレーを演出!」と絶叫した。この中継はABCの制作で一部のテレビ朝日系列局でも放送していたが、試合開始の当初は途中経過を自社制作の生放送番組（『パオパオチャンネル』と『ニュースシャトル』）で伝えるだけだったテレビ朝日が、視聴者からの要請を受けて途中から全国ネットの放送に切り替えていた（切り替えに至るまでの経緯については当該項で詳述）。9回表の時点では『ニュースステーション』の放送枠内で中継されていたため、近鉄による逆転優勝の可能性が（当時のパ・リーグにおける試合時間の制限規定にともなう）延長10回の引き分け（4対4）によって消滅したことと相まって、安部の名が「This is プロ野球!」のフレーズと共に全国で一躍知られるようになった。
プロ野球中継の実況では、テレビ・ラジオを問わず、「ビシッ!」「ガツーン!」「ドカーン!」といった擬音を多用していた。ABCに在職していた1994年には、テレビゲーム『実況パワフルプロ野球'94』（コナミ発売）で、「スポーツゲームの実況」というアナウンサー初の試みに挑戦した。以降も上記の擬音を交えながら、長期にわたって同シリーズ（パワプロシリーズ）の実況を担当した。その一方で、1995年1月16日の深夜からABCの本社で宿直勤務に就いていたところ、翌17日の早朝（5:46）に阪神・淡路大震災が発災した。ABCでは当時2人のアナウンサーによる宿直体制を常時講じていたが、同局の放送対象地域である阪神間（兵庫県）を中心に甚大な被害が生じていたことを受けて、安部はテレビ向けの取材や中継リポートを急遽任された。
その一方で、若手アナウンサー時代には『ABCヤングリクエスト』（金木が担当していたラジオの深夜番組）のパーソナリティになることを志望した。厳格な制作方針の下でABCの男性アナウンサー向けに実施されていた社内オーディション（当該項で詳述）に何度も挑んだものの、結局はパーソナリティへの起用を見送られている。もっとも、深夜帯以外の時間帯では、『空からこんにちは～トヨタ・ウィークエンド・パトロール～』などのラジオ番組でパーソナリティを担当した。ラジオでは1990年代の後半から、自身の愛称（「アベロク」）をタイトルに冠した生ワイド番組（『アベロクのOH!まっぴるま』『アベロクのどんまいサンデー』など）のパーソナリティを任されていたほか、一時は放送開始のアナウンスも担当していた。
2005年の誕生日でABCの定年（60歳）に到達した。定年後も嘱託社員（ラジオ局のコメンテーター）として『アベロクのどんまいサンデー』への出演を続けたが、2006年3月31日にABCを退職した。ただし、退職後もフリーアナウンサーとしてABCのラジオ番組に出演した。講演活動なども展開していた。
2007年に病に倒れてからは療養生活を送っていたが、2017年4月6日に胃がんで死去した。71歳没。ABCでは4月10日に、安部の先輩アナウンサーであった道上洋三が、『おはようパーソナリティ道上洋三です』（ABCラジオ）の放送中に訃報を紹介した。「私より早く逝ってしまいました……」という言葉で、安部の死去を悼んだ。同日午後には『上泉雄一のええなぁ!』（MBSラジオ）の「知ってええなぁ! ちなみNEWS」のコーナーでも、安部の訃報を紹介した。スポーツアナウンサー出身の上泉雄一（毎日放送アナウンサー）と、近鉄の内野手として「10.19」を川崎球場のダッグアウトで見届けた金村義明（野球解説者）が安部との思い出を語った。
なお没後の2018年には、生前に収録された安部の実況音源が『実況パワフルプロ野球2018』に採用された。また、同年には朝日放送ラジオ（旧朝日放送からラジオ放送部門を承継した会社）が、平成30年度芸術祭参加作品として『 「10.19」～7時間33分の追憶～』というドキュメンタリー番組を制作。「This is プロ野球!!」のフレーズをはじめ、「10・19」第2試合テレビ中継における安部の実況を収録した音源が随所に盛り込まれた。この番組は、11月18日の本放送を経て、2019年の日本民間放送連盟賞・ラジオ報道部門の優秀賞や、第56回（2018年度）ギャラクシー賞・ラジオ部門の選奨を受賞した。

## 過去の出演番組

### ABC時代-フリー
- ABCラジオショッピング 〜早起きはロク文の得〜（ラジオ）

### ABC時代

#### テレビ
- ゴールデンナイター／パワーアップナイター／プロ野球中継
- THE ビッグ!→THEビッグチャンス
- 全国高校野球選手権大会中継
- 熱闘甲子園（テレビ朝日との共同制作、初代司会）
  - 初めて放送された1981年に司会を担当。1990年には、「甲子園ギュイーン」（実況中に発する擬音にちなんだ特集企画）のナレーターを務めた。
- プロボクシング中継
- ABCカルチャー エキスタ女学院
- スカイ・A番組宣伝
- ニュースステーション1988年末スペシャル（テレビ朝日制作全国ネット、1988年12月30日）
  - 実況を担当した「10.19」第2試合のテレビ中継（前述）をテレビ朝日が当日（1988年10月19日）の放送枠内に急遽組み込んだことから、近鉄・ロッテ・テレビ朝日・日刊スポーツ関係者の証言VTRで構成された当日のドキュメント特集で、番組冒頭や特集パートのオープニング（川崎球場のマウンド上からの生中継）と特集パートのエンディング（同球場三塁側内野スタンドからの生中継）に登場。

#### ラジオ
- ABCフレッシュアップナイター
- 近鉄バファローズアワー
- 全国高校野球選手権大会中継
- 中央競馬実況中継
- スポーツ・パレード
- 空からこんにちは～トヨタ・ウィークエンド・パトロール～
- 近鉄ミュージック・サロン
- とべとべヤングABC
- オー・サンデー・さわやかファミリー[1]
- 安部憲幸の月火水木アベ9ジラ／安部憲幸のアベ9ジラ
- アベロクのどんまいサンデー（2000年4月 - 2006年3月期）
- 修三・アベロク 野球に乾杯!!
- サンデー!朝CoCoた・ま・ご
- アベロクのおやじラジオ
- アベロクのOH!まっぴるま（1999年4月 - 2000年3月）
- 安部ロク・のりおの土曜はノリのり

## 主な出演ゲームソフト
- 実況パワフルプロ野球シリーズ
  - 実況パワフルプロ野球'94
  - 実況パワフルプロ野球3
    - 実況パワフルプロ野球'96開幕版
    - 実況パワフルプロ野球3'97春
    - 実況パワフルプロ野球Basic版'98

  - 実況パワフルプロ野球4
  - 実況パワフルプロ野球5
  - 実況パワフルプロ野球6
  - 実況パワフルプロ野球7
    - 実況パワフルプロ野球7決定版

  - 実況パワフルプロ野球8
    - 実況パワフルプロ野球8決定版

  - 実況パワフルプロ野球2018

## 関連人物
ABCアナウンサー時代の同僚
- 金木賢一
- 長沢彰彦
- 植草貞夫
- 因田宏紀
- 道上洋三
- 乾浩明

ABCアナウンサー時代の主な共演者
- 花井悠
- 仰木彬